# Șerban Mumjiev
Șerban Florian Mumjiev (ur. 14 grudnia 1972) – rumuński zapaśnik walczący w stylu wolnym. Olimpijczyk z Atlanty 1996, gdzie zajął dwunaste miejsce w kategorii 62 kg.
Sześć razy startował na mistrzostwach świata a jego najlepszy wynik to piąta lokata w 1995. Czwarty na mistrzostwach Europy w 1998 i 1999 roku.
- Turniej w Atlancie 1996

Pokonał Jana Krzesiaka z przegrał z Takahiro Wadą z Japonii i Arutem Parsekianem z Cypru.